# Stazione di Lavis
La stazione di Lavis è una fermata ferroviaria della Ferrovia del Brennero che si trova nel comune di Lavis. È gestita da Rete Ferroviaria Italiana.
Nel territorio del comune è presente anche l'impianto di Lavis FTM che si trova sulla linea a scartamento ridotto Trento-Malé-Mezzana, inaugurata nel 1964 in sostituzione della preesistente tranvia.

## Storia

La stazione di Lavis a fine Ottocento

Attivata come stazione, venne declassata a fermata impresenziata il 14 agosto 2003.

## Strutture e impianti
Il piazzale è composto dai due binari di corsa della linea ferroviaria. Entrambi sono provvisti di banchina e sono collegati tra loro da un sottopassaggio. Il primo binario è usato dai treni diretti a Bolzano mentre al secondo binario fermano i treni diretti a Verona Porta Nuova.
Il primo binario è riparato da una piccola pensilina in ferro in corrispondenza all'uscita del locale che ospita la sala di attesa. Il binario 2 invece ha una pensilina in plastica e metallo, in corrispondenza dell'accesso al sottopassaggio.
Il fabbricato viaggiatori si sviluppa su due piani ed è costruito in muratura. Il primo piano non è accessibile ai viaggiatori, mentre al piano terra sono presenti la biglietteria self-service e una sala di attesa. Nel locale adiacente a quello che ospita la sala di attesa sono presenti i servizi igienici.
Sono presenti alcuni monitor che visualizzano gli arrivi, le partenze e gli eventuali ritardi dei treni.
La stazione è controllata da telecamere.

## Movimento
La fermata è servita da un treno regionale ogni ora per entrambe le direzioni.
Gli orari sono cadenzati (ad eccezione degli orari di punta):
- minuto .22: treno diretto a Verona
- minuto .38: treno diretto a Bolzano

## Servizi
- Biglietteria self-service
- Sala di attesa
- Servizi igienici